# Agabus elongatus
Agabus elongatus là một loài bọ cánh cứng trong họ Bọ nước. Loài này được Gyllenhal miêu tả khoa học năm 1826.